# Gatito Fernández
Roberto Júnior „Gatito” Fernández Torres (ur. 29 marca 1988 w Asunción) – paragwajski piłkarz grający na pozycji bramkarza.
Jego ojciec Roberto „Gato” Fernández również był piłkarzem.

## Kariera klubowa
Roberto Junior Fernández piłkarską karierę rozpoczął w stołecznym klubie Cerro Porteño. W Primera División zadebiutował w 2007. Z Cerro Porteño zdobył mistrzostwo Paragwaju Apertura 2009. W 2009 przeszedł do argentyńskiego Estudiantes La Plata. Nie mogąc się przebić do składu Estudiantes przeszedł do Racing Club de Avellaneda. W lidze argentyńskiej zadebiutował 8 sierpnia 2010 w wygranym 1-0 meczu z CA All Boys.
| Sezon   | Klub                      | Kraj      | Rozgrywki        | Mecze | Bramki |
| ------- | ------------------------- | --------- | ---------------- | ----- | ------ |
| 2007    | Cerro Porteño             | Paragwaj  | Primera División | ?     | ?      |
| 2008    | Cerro Porteño             | Paragwaj  | Primera División | ?     | ?      |
| 2009    | Cerro Porteño             | Paragwaj  | Primera División | ?     | ?      |
| 2009/10 | Estudiantes La Plata      | Argentyna | Primera División | 0     | 0      |
| 2010/11 | Racing Club de Avellaneda | Argentyna | Primera División | 15    | 0      |

## Kariera reprezentacyjna
Fernández został powołany do reprezentacji Paragwaju na turniej Copa América 2011.